# Steinkisten vom Typ Chamblandes

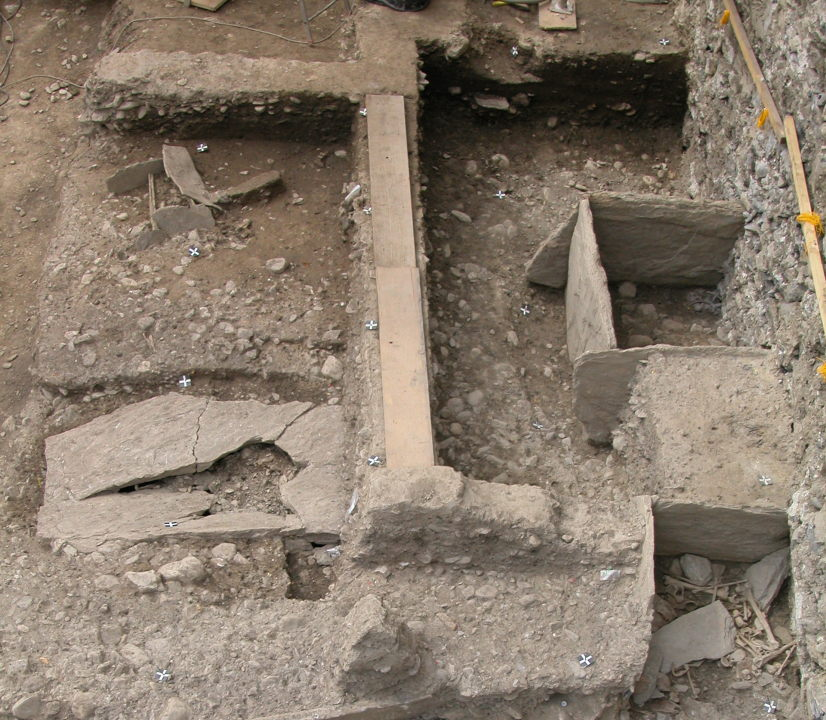
Ausgrabung von Steinkisten vom Typ Chamblandes

Die Steinkisten vom Typ Chamblandes wurden nach einem kleinen Ort bei Pully in der Nähe von Lausanne am Genfersee in der französischsprachigen Schweiz benannt. In der Westschweiz kommen Steinkisten um 4300 v. Chr. auf. In der Zentralschweiz, z. B. in Däniken (Kanton Solothurn) und Lenzburg (Kanton Aargau) sind sie etwa ab 4000 v. Chr. vertreten; für die folgenden etwa 700 Jahre auch in Ostfrankreich (Nekropole von Genevray).
Die wichtigsten der 24 von Stöckli und Wyss aufgeführten Fundorte (in der Regel Nekropolen) sind die Nekropolen von Sion (Chemin des Collines, wo auch Menhire mit Felsritzungen gefunden wurden), Lausanne-Vidy (Mann und Frau sowie drei Kinder) und die Steinkisten von Corseaux-sur-Vevey, eine davon mit den nicht im Verband befindlichen Knochen von drei Frauen und drei Männern. Die Nekropolen bestehen aus 30 bis 60 Einzelkisten. Es fängt mit Einzelbestattungen an, geht dann aber schnell zur Kollektivbestattung und zur Sitte der Grabbeigaben über. Träger der neuen Sitte ist die neolithische Cortaillod-Kultur.
Die katalanischen Steinkisten der „Cultura de los sepulcros de fosa“ („Sepulcros de fosa“ deutsch „Kultur der Grubengräber“) aus dem 5. und frühen 4. Jahrtausend v. Chr. sind enge Verwandte der Chamblandeskisten.